# Katastralgemeinde Verlosnitz
Die Katastralgemeinde Verlosnitz ist eine von sieben Katastralgemeinden der Gemeinde Guttaring im Bezirk Sankt Veit an der Glan in Kärnten. Sie hat eine Fläche von 947,4 ha (Stand 31. Dezember 2023).
Die Katastralgemeinde gehört zum Sprengel des Vermessungsamtes Klagenfurt.

## Lage
Die Katastralgemeinde liegt im Guttaringer Bergland, mitten in der Gemeinde Guttaring. Sie grenzt im Nordosten an die Katastralgemeinde Bairberg, im Osten an die Katastralgemeinde Waitschach, im Südosten an die Katastralgemeinde Deinsberg, im Süden an die Katastralgemeinde Guttaring, im Westen an die Katastralgemeinde Guttaringberg und im Nordwesten an die zur Gemeinde Friesach gehörende Katastralgemeinde Zeltschach. Die Katastralgemeinde erstreckt sich über eine Höhenlage von 657 m ü. A. nahe der Mündung des Dobischerbachs in den Silberbach am Südrand der Katastralgemeinde bis zu 1226 m ü. A. am Bartlkogel bei Oberstranach im Westen der Katastralgemeinde.

## Ortschaften
Auf dem Gebiet der Katastralgemeinde Verlosnitz liegen die Ortschaften Verlosnitz und Schrottenbach sowie Teile der Ortschaften Urtlgraben, Ratteingraben und Dobritsch. Ein früher am Westrand der Katastralgemeinde stehendes, zur Ortschaft Oberstranach gehörendes Gebäude wurde in den 2010er-Jahren abgerissen.

## Vermessungsamt-Sprengel
Die Katastralgemeinde gehört seit 1. Jänner 1998 zum Sprengel des Vermessungsamtes Klagenfurt. Davor war sie Teil des Sprengels des Vermessungsamtes St. Veit an der Glan.

## Geschichte
Ende des 18. Jahrhunderts wurden die Kärntner Steuergemeinden (später: Katastralgemeinden) gebildet und Steuerbezirken zugeordnet. Die Steuergemeinde Verlosnitz wurde Teil des Steuerbezirks Althofen (Herrschaft und Landgericht).
Im Zuge der Reformen nach der Revolution 1848/49 wurden in Kärnten die Steuerbezirke aufgelöst und Ortsgemeinden gebildet, die jeweils das Gebiet einer oder mehrerer Steuergemeinden umfassten. Die Steuer- bzw. Katastralgemeinde Verlosnitz gehört seither zur Gemeinde Guttaring. Die Größe der Katastralgemeinde wurde 1849 mit 1648 Österreichischen Joch und 514 Klaftern (ca. 948 ha, also etwa die heutige Fläche) angegeben; damals lebten 115 Personen in der Katastralgemeinde.
Die Katastralgemeinde Verlosnitz gehörte ab 1850 zum politischen Bezirk Sankt Veit an der Glan und zum Gerichtsbezirk Althofen. Von 1854 bis 1868 gehörte sie zum Gemischten Bezirk Althofen. Seit der Reform 1868 ist sie wieder Teil des politischen Bezirks Sankt Veit an der Glan, zunächst als Teil des Gerichtsbezirks Althofen, und seit dessen Auflösung 1978 als Teil des Gerichtsbezirks St. Veit an der Glan.